# Agalmyla glabra
Agalmyla glabra är en tvåhjärtbladig växtart som först beskrevs av Elmer Drew Merrill, och fick sitt nu gällande namn av Olive Mary Hilliard och Brian Laurence Burtt. Agalmyla glabra ingår i släktet Agalmyla och familjen Gesneriaceae. Inga underarter finns listade i Catalogue of Life.